# Csonthülye
A Csonthülye (angolul: Mr. Bones) 2001-es dél-afrikai filmvígjáték Gray Hofmeyr rendezésében és Leon Schuster főszereplésével. A film az afrikai hagyományt állítja szembe a modern szokásokkal, humora pedig onnan származik, hogy megfordítja a törzsi népekről alkotott sztereotípiákat.

## Cselekmény
Egy repülőgép lezuhan Afrikában, de egy fehér kisgyerek sértetlenül kerül ki a roncsból. Az apróságot örökbe fogadja a kuvuki törzs, s mivel hamarosan elsajátítja a csontokból jóslás ősi tudományát, a Csontos (vagy Csonti) nevet kapja. Tsonga, a kuvuki király régóta szeretné, ha fiú utóddal ajándékozná meg egyik asszonya, ám mind- és mindenki hiába. Ekkor közli vele Csonti a jó hírt: korábbi kapcsolatából mégis csak van egy fia. A király azonnal parancsot ad, hogy Csontos menjen a Nap városába és keresse meg fiát, a leendő örököst. Csontos ezt követően megkeresi az örököst, közben egy amerikai golfozó is bekerül a képbe.

## Szereplők
| Szerep           | Színész          | Magyar hang     |
| ---------------- | ---------------- | --------------- |
| Csontos          | Leon Schuster    | Csuja Imre      |
| Vince Lee        | David Ramsey     | Selmeczi Roland |
| Pudbedder (Fats) | Faizon Love      | Gesztesi Károly |
| Zach Devlin      | Robert Whitehead | Forgács Gábor   |
| Laleti           | Jane Benney      | Dögei Éva       |
| Tsonga király    | Fats Bookholane  | Kristóf Tibor   |
| Farmer           | Zack Du Plessis  | Makay Sándor    |
| Modabi           | Jeremiah Ndlovu  | Vizy György     |

## Fogadtatás
A film 33 millió dél-afrikai dollárt hozott a pénztáraknál, ami által a legnagyobb bevételt hozó dél-afrikai film lett. 2008-ban folytatás (Csonthülye 2. – Csapás a múltból) készült a filmből, amely túlszárnyalta a rekordot: 35 millió dollárt hozott a pénztáraknál. A Port.hu oldalán 5.6 pontot ért el, az Internet Movie Database oldalán pedig 4.8 pontot szerzett a 10-ből. A német Cinema magazin 3 ponttal jutalmazta, a maximális ötből.